# Provincia de Kiustendil
La provincia de Kiustendil (en búlgaro: Област Кюстендил), es una provincia u óblast situada al oeste de Bulgaria. Limita al norte con la provincia de Pernik; al este con la de Sofía; al sur con la de Blagoevgrad y al oeste con Macedonia del Norte y Serbia. La Región de Kiustendil incluye 9 municipios con un total de 182 asentamientos.
El centro administrativo regional es la ciudad de Kiustendil situada en la parte suroeste: comarca Kiustendil. La ciudad también sirve como el centro administrativo del municipio de Kiustendil (con una superficie de 923 km², este municipio representa el 30,2% del total del territorio de la Región), con una población de 74 395, de los cuales 51 300 son residentes de la zona de la ciudad.
Cuatro principales rutas de transporte pasan por Kiustendil: de Macedonia del Norte en la Skopie-Sofía de alta dirección; de Serbia en la Nis-Bosilegrad-Kiustendil alta manera, a través de Dupnitsa Kyustendil y pasa la antigua ruta comercial que durante siglos ha vinculado a Constantinopla y el mar Adriático.
Kiustendil ha sabido conservar la herencia histórica, ecológica y cultural. Se trata de un moderno centro administrativo de Bulgaria, cuyo futuro se ve sobre todo en el desarrollo del turismo cultural, y modernos centros de centro de rehabilitación por las aguas minerales termales.

## Subdivisiones
La provincia está integrada por nueve municipios:
- Municipio de Bóboshevo: 3016 hab.
- Municipio de Bóbov Dol: 10 266 hab.
- Municipio de Dúpnitsa: 54 671 hab.
- Municipio de Kiustendil: 74 395 hab.
- Municipio de Kocherínovo: 4506 hab.
- Municipio de Nevéstino: 2738 hab.
- Municipio de Rila: 3424 hab.
- Municipio de Sapareva Banya: 8165 hab.
- Municipio de Trékliano: 547 hab.